# Bonao
Bonao è un comune della Repubblica Dominicana di 125 338 abitanti, situato nella Provincia di Monseñor Nouel, di cui è capoluogo. Comprende, oltre al capoluogo, cinque distretti municipali: Sabana del Puerto, Juma Bejucal, Jayaco, Arroyo Toro Masipedro e La Salvia-Los Quemados.
Bonao si trova nel centro del paese, a 85 km a nord-ovest della capitale Santo Domingo. La città è conosciuta come la città delle ortensie. Infatti il simbolo della città è l'ortensia.
Famoso nella Repubblica è il carnevale di Bonao che attrae gente da varie parti del paese per assistere alla sfilata di maschere.